# جیانمارکو دی فیو
جیانمارکو دی فیو (انگلیسی: Gianmarco De Feo؛ زادهٔ ۲ ژوئن ۱۹۹۴) بازیکن فوتبال است.
از باشگاه‌هایی که در آن بازی کرده‌است می‌توان به باشگاه فوتبال آسکولی و باشگاه فوتبال روبور سیه‌نا اشاره کرد.